# سانتیاگو لوپز (بازیکن فوتبال، زاده دسامبر ۱۹۹۷)
سانتیاگو لوپز (انگلیسی: Santiago López؛ زادهٔ ۴ دسامبر ۱۹۹۷) بازیکن فوتبال اهل آرژانتین است.